# غزنرة مسترجنة
غزنرة مسترجنة (الاسم العلمي:Gesneria purpurascens) هي نوع من النباتات تتبع جنس الغزنرة من الفصيلة الغزنرية.